# محمدرفیع ضیایی
محمدرفیع ضیایی (زادهٔ ۱۳۲۷، شهر اوز - درگذشته ۳ تیر ۱۳۹۵، تهران) کاریکاتوریست ایرانی است.

## زندگی‌نامه
محمدرفیع ضیایی در سال ۱۳۲۷ در شهر اِوز به دنیا آمد. مدتی به عنوان تکنسین مخابرات کار کرد و سپس به مطبوعات پیوست. ضیایی بیش از ۳۰ سال در مطبوعات ایران فعالیت کرد و از شمار کسانی بود که علاوه بر کار عملی در زمینه تئوری کارتون و کاریکاتور فعالیت داشت و در این زمینه بسیار پرکار بود. ضیایی آثار بسیاری از کتاب و مقاله تألیف کرد و آثار او در نشریات ایرانی و خارجی منتشر شده‌اند. محمدرفیع ضیایی همچنین پدر لاله ضیایی، کاریکاتوریست ایرانی است. محمدرفیع ضیایی نیمه شب ۳ تیر ۹۵ بر اثر حمله قلبی در خانه‌اش در تهران درگذشت.

## سبک کار
به گفته هادی حیدری کاریکاتوریست ایرانی، محمدرفیع ضیایی در کارهایش به طنز تلخ گرایش داشت. حیدری معتقد است آثار ضیایی اغلب سیاه و سفید بود و هاشورهای متراکم و پرقدرت داشت. به لحاظ موضوع کارهایش بیشتر دارای تم صلح و دوستی بشر بودند.
جمال رحمتی باور دارد ضیایی قلم روانی داشت و به راحتی و پرقدرت قلم می‌زد و در کارش چه در انتخاب موضوع و چه در اجرای موضوع صاحب سبک بود. او معتقد است دیگر ویژگی کارهای ضیایی بی‌تکلفی کارهایش بود که مشخصه آینه منش و رفتار شخصی او نیز بود. علاوه بر این به گفته رحمتی ضیایی تسلط بالایی بر خط داشت.

## فعالیت‌ها

### همکاری با نشریات
- مجله هزارقصه
- کارتون برای کودکان
- عضو هیئت تحریریه مجله فکاهی و طنز فکاهیون
- عضو هیئت تحریریه و معاون سردبیر در مجله فکاهی و طنز خورجین
- عضو هیئت تحریریه در نشریات مؤسسه گل آقا (هفته‌نامه، ماهنامه، سالنامه گل آقا و کتاب کاریکاتور)
- مجله کیهان کاریکاتور
- مجله پیلبان

### دیگر فعالیت‌ها
- عضویت در شورای برنامه‌ریزی و هیئت انتخاب آثار کاریکاتور دوسالانه بین‌المللی تهران در چندین دوره
- مسوول همایش بین‌المللی کاریکاتور تهران در دوره دوسالانه چهارم و پنجم
- عضو هیئت داوران تخصصی انتخاب آثار طنزپردازان نوشتاری و تصویری برای انتخاب بهترین‌های مطبوعاتی در چندین دوره
- عضو هیئت داوران مسابقه بین‌المللی کاریکاتور «گفتگوی تمدن‌ها» مؤسسه گل آقا در سال ۱۳۷۹
- عضو هیئت داوران مسابقه بین‌المللی کاریکاتور «راه و سفر» مؤسسه گل آقا
- دبیر نخستین مسابقه کاریکاتور دریایی کشور
- عضو هیئت داوران مسابقه اینترنتی «فلسطینی خانه ندارد» سال ۱۳۸۳[۳]

## افتخارات و جوایز
- دریافت جایزه ویژه سی ویکمین مسابقه اسکوپیه سال ۱۹۹۹
- دریافت مدال برنز و دیپلم افتخار – جایزه شهر تولینتیو سال ۲۰۰۳
- دریافت جایزه دوم شانزدهمین مسابقه اولنس بلژیک سال ۲۰۰۴[۳]